# Castrul roman de la Copăceni

## Descriere
Fortificația romană de la Copăceni a fost amplasată la aproximativ 500 m S-SE față de castrul de la Racovița. Informații epigrafice indică construcția castrului în anul 138 de către numerus burgariorum et veredariorum Daciae inferioris sub / Fl(avio) Constante proc(uratore) Aug(usti), cu o altă fază de renovare în anul 140, cea documentată arheologic. Parte din latura estică, porțiune cuprinsă între poartă și tunul de nord-est, a rămas intactă. 

## Istoricul cercetărilor
Majoritatea datelor cunoscute recent despre acesta provin din rapoartele făcute în timpul săpăturilor de salvare întreprinse de C. M. Vlădescu și Gh. Poenaru-Bordea cu ocazia amplelor amenajări ale râului Olt, plus cercetările făcute aici de Gr. Tocilescu și P. Polonic.Din cauza unei erori grafice sau din dorința de a denumi terasa inferioară vechiul curs al Oltului, s-a considerat că această fortificație a fost distrusă de râu. Această confuzie încă apare în unele publicații, în ciuda cercetărilor făcute. 
Colmatarea terasei pe care a fost construit, a distrus doua treimi din suprafața castrului, iar parte din ce a rămas, a fost parțial afectat de construcția unor case. 
Măsurătorile geofizice nu au dat rezultate relevante pentru o porțiune a fortificației aflată la aproximativ 50 m nord-est și este necesară extinderea investigațiilor pentru a stabili planimetria și orientarea zonei balneum. Aceste structuri au fost considerate de către Gr. Tocilescu si P. Polonic „casa comandantului”.